# You Do Your Thing
You Do Your Thing è il quarto album in studio del duo di musica country statunitense Montgomery Gentry, pubblicato nel 2004.

## Tracce
1. Something to Be Proud Of (Jeffrey Steele, Chris Wallin) - 4:16
2. You Do Your Thing (Casey Beathard, Ed Hill) - 3:43
3. If You Ever Stop Loving Me (Bob DiPiero, Rivers Rutherford, Tom Shapiro) - 3:24
4. If It's the Last Thing I Do (David Lee Murphy, Kim Tribble) - 4:02
5. She Loved Me (Steele, Craig Wiseman) - 3:58
6. Gone (DiPiero, Steele) - 4:11
7. All I Know About Mexico (Steele, Wallin) - 4:10
8. I Got Drunk (David Grissom, Chris Stapleton) - 4:14
9. It's All Good (Bryan Campbell, Matt Hendrix, Diana Hendrix) - 3:58
10. I Ain't Got It All That Bad (Rutherford, George Teren, Jamie Lee Thurston) - 3:23 (feat. Hank Williams Jr.)
11. Talking to My Angel (Michael Dulaney, Troy Gentry, Jason Sellers) - 3:22
12. I Never Thought I'd Live This Long (Kelley Lovelace, Rutherford) - 5:28